# Marquesado de Vallehermoso
El marquesado de Vallehermoso es un título nobiliario español creado el 15 de noviembre de 1679 por Real Despacho por el rey Carlos II a favor de Francisco Antonio Bucarelli y Villacís, quién era hijo de Luis Bucarelli y Ferderighi y de su esposa María de Villacís y Valderrama. Se concedió el marquesado de Vallehermoso con el vizcondado previo de Vallehermoso.
Este título recibió la Grandeza de España, el 24 de diciembre de 1790, a favor de Nicolás Manuel de Bucarelli y Villacís, esposo y tío carnal de Juana María de Bucarelli y Baeza, IV marquesa de Vallehermoso, VI condesa de Gerena.

## Marqueses de Vallehermoso
|                        | Titular                                  | Periodo                |
| Creación por Carlos II | Creación por Carlos II                   | Creación por Carlos II |
| ---------------------- | ---------------------------------------- | ---------------------- |
| I                      | Francisco Antonio Bucarelli y Villacís   | 1679-1713              |
| II                     | Luis de Bucarelli y Henestrosa           | 1713-1740              |
| III                    | José Francisco de Bucarelli y Ursúa      | 1740-1782              |
| IV                     | Juana Antonia de Bucarelli y Baeza       | 1782-1810              |
| V                      | María del Pilar de Bucarelli y Silva     | 1810-1828              |
| VI                     | Juan Bautista de Queralt y Bucarelli     | 1828-1873              |
| VII                    | Hipólito de Queralt y Bernaldo de Quirós | 1875-1877              |
| VIII                   | Enrique de Queralt y Fernández Maquiera  | 1878-1933              |
| IX                     | Enrique de Queralt y Gil-Delgado         | 1935/1953-1992         |
| X                      | Enrique de Queralt y Chávarri            | 1993-actual titular    |

## Historia de los marqueses de Vallehermoso
- Francisco Antonio Bucarelli y Villacís (1648-11 de octubre de 1713), I marqués de Vallehermoso,[2] caballero de la Orden de Santiago.[1]

Se casó en Utrera en 26 de diciembre de 1672 con Constanza de Henestrosa y Ribera, hija de Perafán de Ribera y Fernández de Henestrosa y de Inés de Córdoba Galindo. Le sucedió su hijo:
- Luis de Bucarelli y Henestrosa (1675-11 de diciembre de 1740), II marqués de Vallehermoso,[2] maestrante de Sevilla y comendador de la Orden de San Esteban.[1]

Contrajo matrimonio en 29 de agosto de 1700 con Ana María de Ursúa Lasso de la Vega, IV condesa de Gerena, hija de los II condes de Gerena. Le sucedió su hijo:
- José Francisco de Bucarelli y Ursúa (1707-16 de diciembre de 1782), III marqués de Vallehermoso[2][1] y vizconde de Ursúa. Fue coronel del regimiento de milicias provinciales de Sevilla, Hermano Mayor de la Real Maestranza de Caballería de Sevilla y Comendador de San Esteban de Florencia.

Se casó en Madrid en 7 de julio de 1734 con Ana de Baeza Vicentelo y Manrique, hija de Luis Ignacio de Baeza Manrique de Lara, III marqués de Castromonte, y de su esposa María Teresa Vicentelo Leca y Silva. Le sucedió su hija:
- Juana Antonia de Bucarelli y de Baeza (1739-13 de septiembre de 1810),[2] IV marquesa de Vallehermoso y V condesa de Gerena en sucesión a su abuela.[1]

Se casó en 22 de mayo de 1757 con su tío carnal Nicolás Manuel de Bucarelli y Ursúa (1714-1798), capitán general de los Reales Ejércitos y de la Costa del Reino de Granada, caballero de la Orden de Santiago, Gran Cruz de Carlos III y maestrante de Sevilla, a quien el rey Carlos IV por Real Decreto del 12 de noviembre de 1789 , le concedió la Grandeza de España por estar casado con su sobrina, la IV marquesa de Vallehermoso. Le sucedió su nieta, hija de su hijo Luis de Bucarelli y Bucarelli —que fue VI conde de Gerena por cesión de su madre y que no llegó a ostentar el título de marqués de Vallehermoso por haber fallecido antes que su progenitora—,  y de su esposa María del Rosario de Silva Cebrián y Fernández de Miranda, VII condesa de Fuenclara:
- María del Pilar de Bucarelli y Silva (1789-11 de julio de 1828),[2] V marquesa de Vallehermoso, VII condesa de Gerena,[1] X condesa de las Amayuelas, VIII condesa de Fuenclara, VI marquesa de Valdecarzana, X marquesa de Taracena, XI condesa de Tahalú, vizcondesa de Ursúa.

Contrajo matrimonio en Madrid en 16 de mayo de 1805 con Juan Bautista de Queralt y Silva, VIII conde de Santa Coloma, VI marqués de Besora, XI marqués de Gramosa, VI marqués de Albolote, VI marqués de Alconchel, XIV marqués de Lanzarote, X marqués de Albaserrada, XVIII conde de Cifuentes, VII conde de la Cueva, VII conde de la Rivera. Le sucedió su hijo:
- Juan Bautista de Queralt y Bucarelli (1814-17 de abril de 1873), VI marqués de Vallehermoso,[2][1] VIII conde de Gerena, XI conde de las Amayuelas, IX conde de Santa Coloma, VII marqués de Albolote, VII marqués de Besora, IX marqués de Gramosa, VII marqués de Alconchel,[3] XV marqués de Lanzarote, XI marqués de Albaserrada, VIII conde de la Cueva, XVII conde de Cifuentes, VIII conde de la Rivera, VII marqués de Valdecarzana, XVII marqués de Cañete, XIV marqués de Taracena, XI conde de Escalante, XVII conde de Tahalú, XII conde de Villamor.

Se casó en Madrid en 1835 con María Dominga Bernaldo de Quirós y Colón de Larreátegui, dama noble de la Orden de María Luisa, hija de Antonio Bernaldo de Quirós y Rodríguez de los Ríos, VI marqués de Monreal, marqués de Santiago, VI marqués de la Cimada y de Hipólita Colón de Larreátegui y Baquedano, hija del XII duque de Veragua. Le sucedió su hijo:
- Hipólito de Queralt y Bernaldo de Quirós (1841-12 de junio de 1877), VII marqués de Vallehermoso,[2][1] IX conde de Gerena, XII conde de las Amayuelas, X conde de Santa Coloma, VIII marqués de Besora, XIII marqués de Gramosa, VIII marqués de Alconchel,[3] XVI marqués de Lanzarote, XII marqués de Albaserrada, IX conde de la Cueva, IX conde de la Rivera, VIII marqués de Valdecarzana, XVIII marqués de Cañete, XV marqués de Taracena, XII conde de Escalante, XVIII conde de Tahalú y XIII conde de Villamor.[4]

Contrajo matrimonio en Madrid en 1866 con Elvira Fernández-Maquieira y Oyanguren, hija de Remigio Fernández-Maquieira y de Frexia María de la O de Oyanguren y Squella. Le sucedió su hijo:
- Enrique de Queralt y Fernández-Maquieira (Madrid, 13 de julio de 1867-13 de enero de 1833), VIII marqués de Vallehermoso,[2][1] X conde de Gerena, XVII marqués de Lanzarote,  XIII conde de las Amayuelas, XIV marqués de Gramosa, IX marqués de Alconchel,[3] XI Conde de Santa Coloma,  IX marqués de Valdecarzana, XIX marqués de Cañete, XVI marqués de Taracena, XIII conde de Escalante, XIX conde de Tahalú, XIV conde de Villamor, X conde de la Cueva, X conde de la Rivera, vizconde de Certera, vizconde del Infantado.

Se casó en 1909 con Brígida Gil-Delgado y Olazábal, hija de Carlos Gil-Delgado y Tacón y de Brígida de Olazábal y González de Castejón, II marquesa de Berna. Le sucedió su hijo:
- Enrique Queralt y Gil Delgado (1910-11 de abril de 1992), IX marqués de Vallehermoso,[2][1] XI conde de Gerena, XVIII marqués de Lanzarote, XII conde de Santa Coloma, XV marqués de Gramosa, XX marqués de Cañete, X marqués de Alconchel,[3] XV conde de las Amayuelas, XIV conde de Escalante, XX conde de Tahalú, XV conde de Villamor, XI conde de la Cueva, XI conde de la Rivera.

Se casó en 1833 con María Victoria de  Chávarri y Poveda, hija de Víctor Chávarri y Anduiza, I marqués de Triano, y de María Josefa de Poveda y Echagüe. Le sucedió su hijo:
- Enrique de Queralt y Chávarri (n. 1935),  X marqués de Vallehermoso,[2][1] XV conde de las Amayuelas, XIII conde de Santa Coloma, XVI marqués de Gramosa, XI marqués de Alconchel,[3] XXI marqués de Cañete, XV conde de Escalante, XXI conde de Tahalú, XVI conde de Villamor.

Se casó en Madrid en 1970 con Ana Rosa de Aragón y Pineda, hija de Bartolomé Aragón Gómez y de María del Pilar de Pineda y Cabanellas, VII marquesa de Campo Santo.  Padres de:
- Ana Rosa de Queralt y Aragón, XXII marquesa de Cañete;
- Enrique de Queralt y Aragón, XVI marqués de Gramosa; y
- María del Pilar de Queralt y Aragón, XII marquesa de Alconchel.